# Linia M3 metra w Kopenhadze
Linia M3 metra w Kopenhadze (nazywana też duń. Cityringen)  – jedna z czterech linii systemu metra w stolicy Danii, Kopenhadze kursująca po okrężnej trasie wokół centrum miasta.
W 2005 r., po trzech latach od otwarcia systemu metra w Kopenhadze (linii M1 i M2), rozpoczęto planowanie rozbudowy systemu o linię okrężną łączącą najważniejsze punkty w śródmieściu Kopenhagi. Powstała koncepcja 15,5-kilometrowej linii liczącej 17 stacji. W 2007 r. decyzję o finansowaniu tej inwestycji podjął duński parlament. Całość miała kosztować 21,3 mld DKK, a prace miały potrwać do lipca 2019 r. W 2011 r. wybrano wykonawcę prac budowlanych – zostało nim konsorcjum Copenhagen Metro Team (joint venture spółek Salini Impregilo, Technimont oraz SELI) oraz dostawcę pociągów metra, za które podobnie jak w przypadku dwóch wcześniejszych linii, odpowiedzialny był koncern Hitachi. W 2013 r. rozpoczęto budowę linii. Do drążenia tuneli o średnicy ok. 4,9 m znajdujących się na głębokości 20–35 m pod powierzchnią gruntu wykorzystano łącznie 4 maszyny drążące nazwane Eva, Minerva, Nora i Tria. Ostateczne otwarcie linii M3 nastąpiło 29 września 2019 r.
Linia M3 ma na swojej 15,5-kilometrowej trasie 17 stacji, a czas przejazdu całej trasy wynosi 24 min. Na stacjach Kongens Nytorv oraz Frederiksberg przecina się z trasą linii M1 i M2, natomiast odcinek 6 stacji pomiędzy stacjami København H oraz Østerport jest współdzielony z linią M4 (oddana do użytku w 2020 r. na odcinku København H – Orientkaj). Ponadto na stacjach København H, Østerport i Nørrebro możliwa jest przesiadka na pociągi aglomeracyjne S-tog, a na stacjach København H i Østerport także na kolej regionalną i dalekobieżną DSB. Trasa M3 jest położona na terenie dwóch stref taryfowych.
Linia M3, podobnie jak pozostałe linie metra w Kopenhadze, kursuje wszystkie dni w tygodniu przez całą dobę. W godzinach szczytu pociągi M3 kursują w takcie 3-minutowym, poza szczytem oraz w weekendy co 4–5 min. W nocy z piątku na sobotę i soboty na niedzielę pociągi kursują co 12 min, z kolei w pozostałe noce co 6 min, ale tylko w jednym kierunku. 
Pociągi obsługujące linie M3 niewiele różnią się od tych wykorzystywanych na liniach M1 i M2. Zostały wykonane przez tego samego producenta – włoskie przedsiębiorstwo AnsaldoBreda należące do koncernu Hitachi. Składy są autonomiczne. Każdy z nich może pomieścić 314 pasażerów. 

Schemat kopenhaskiego metra od 2020 r.
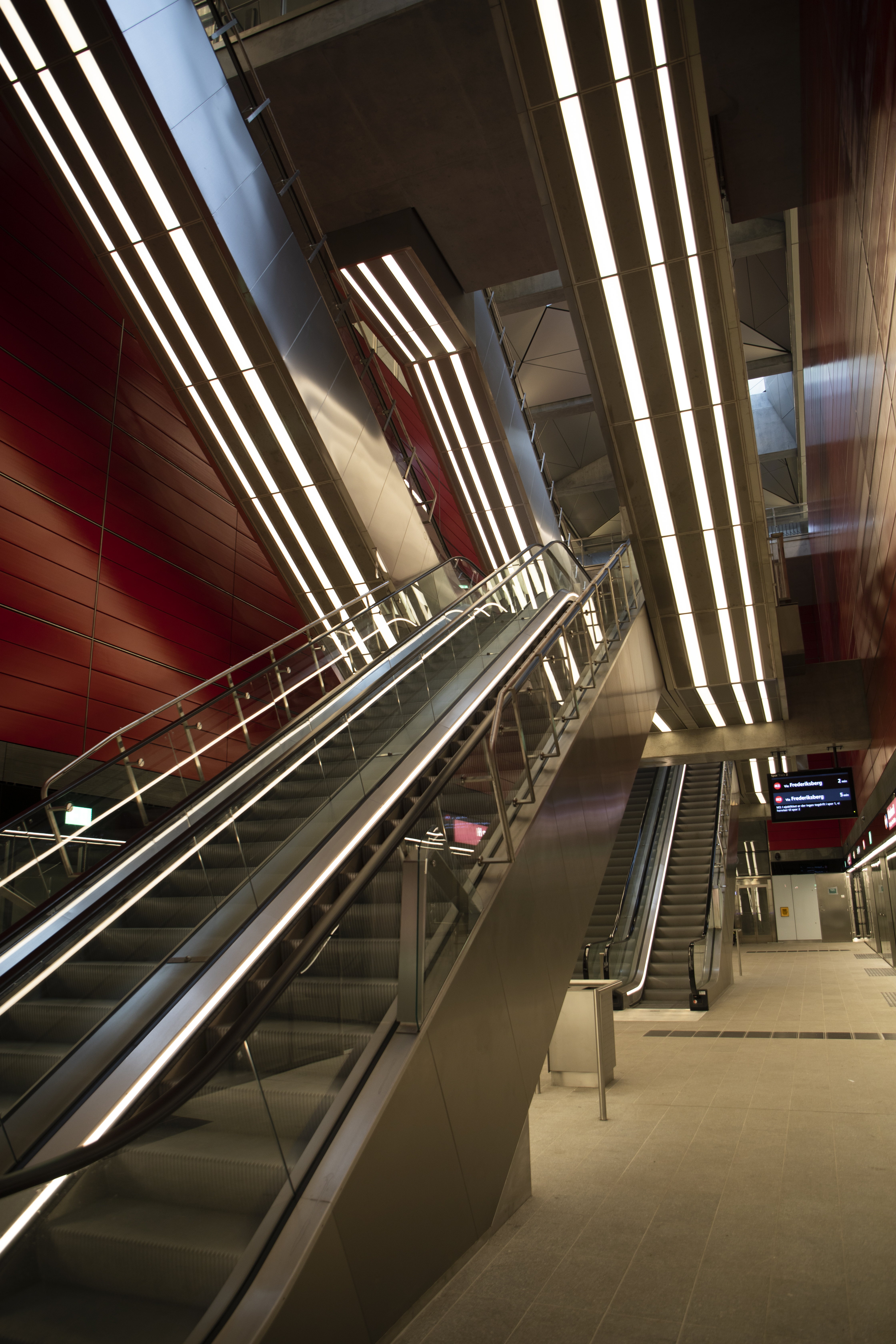
Stacja København H
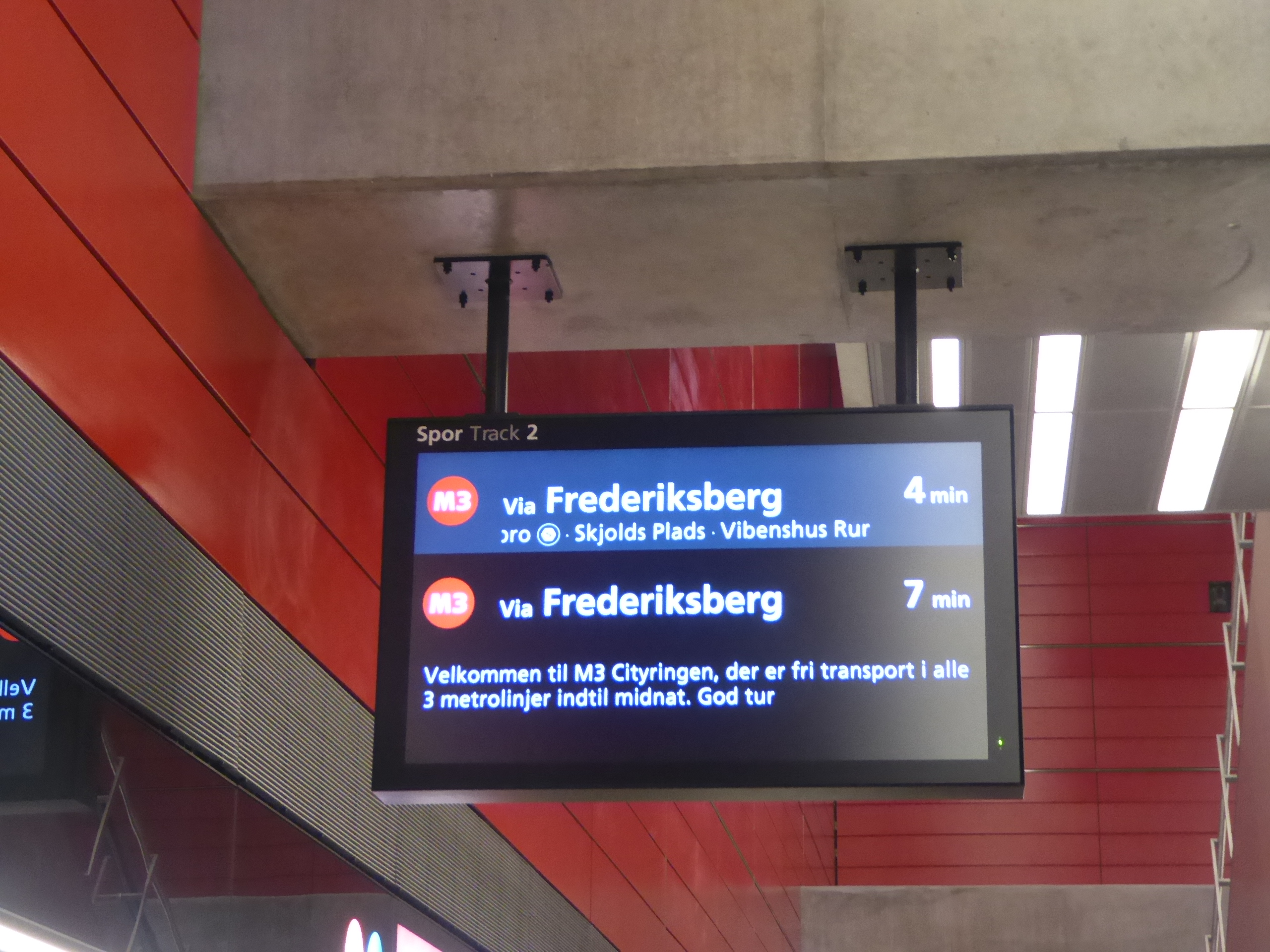
System informacji pasażerskiej na stacji København H
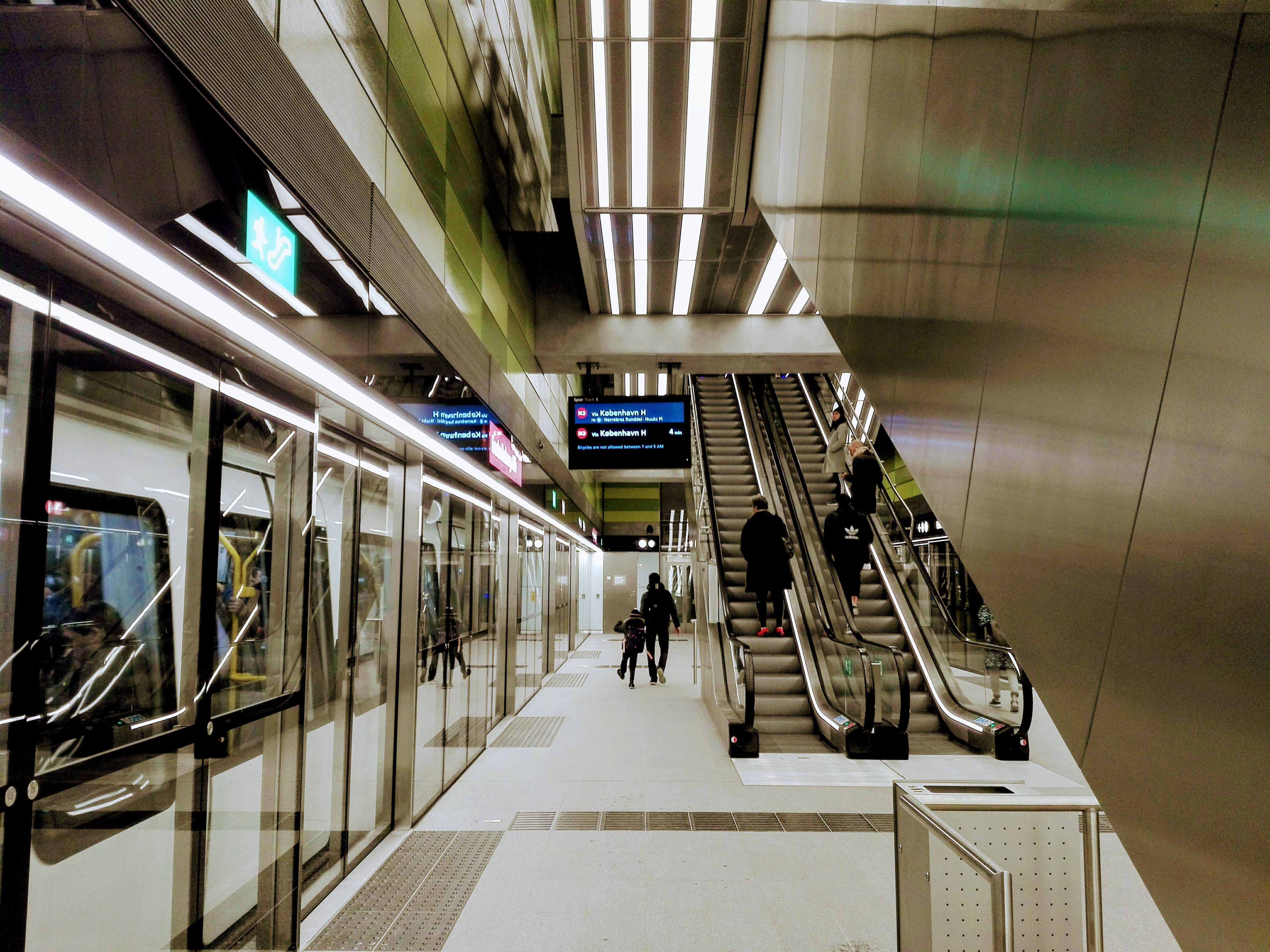
Peron na stacji Frederiksberg Allé
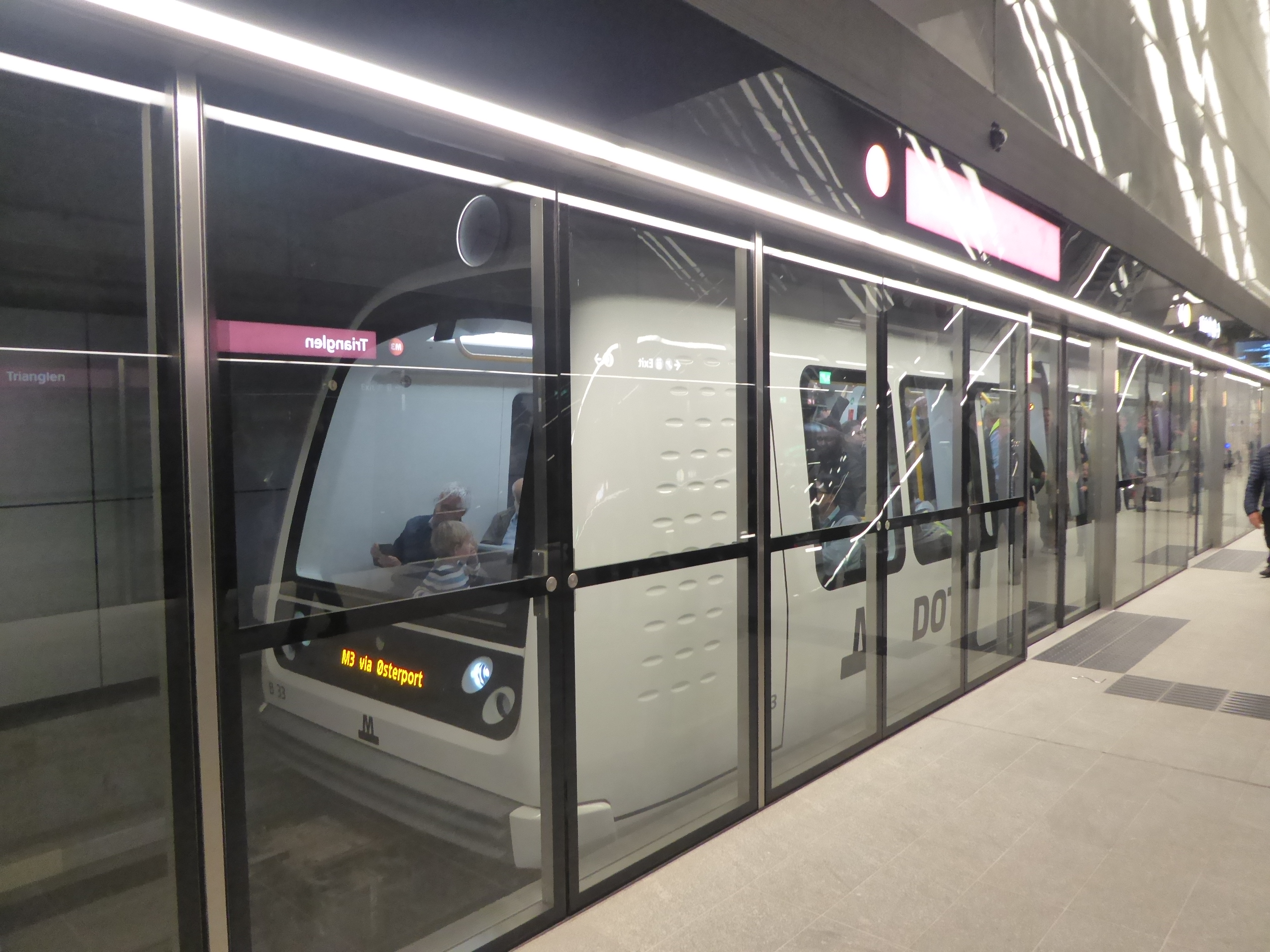
Bezzałogowy pociąg metra na stacji Trianglen
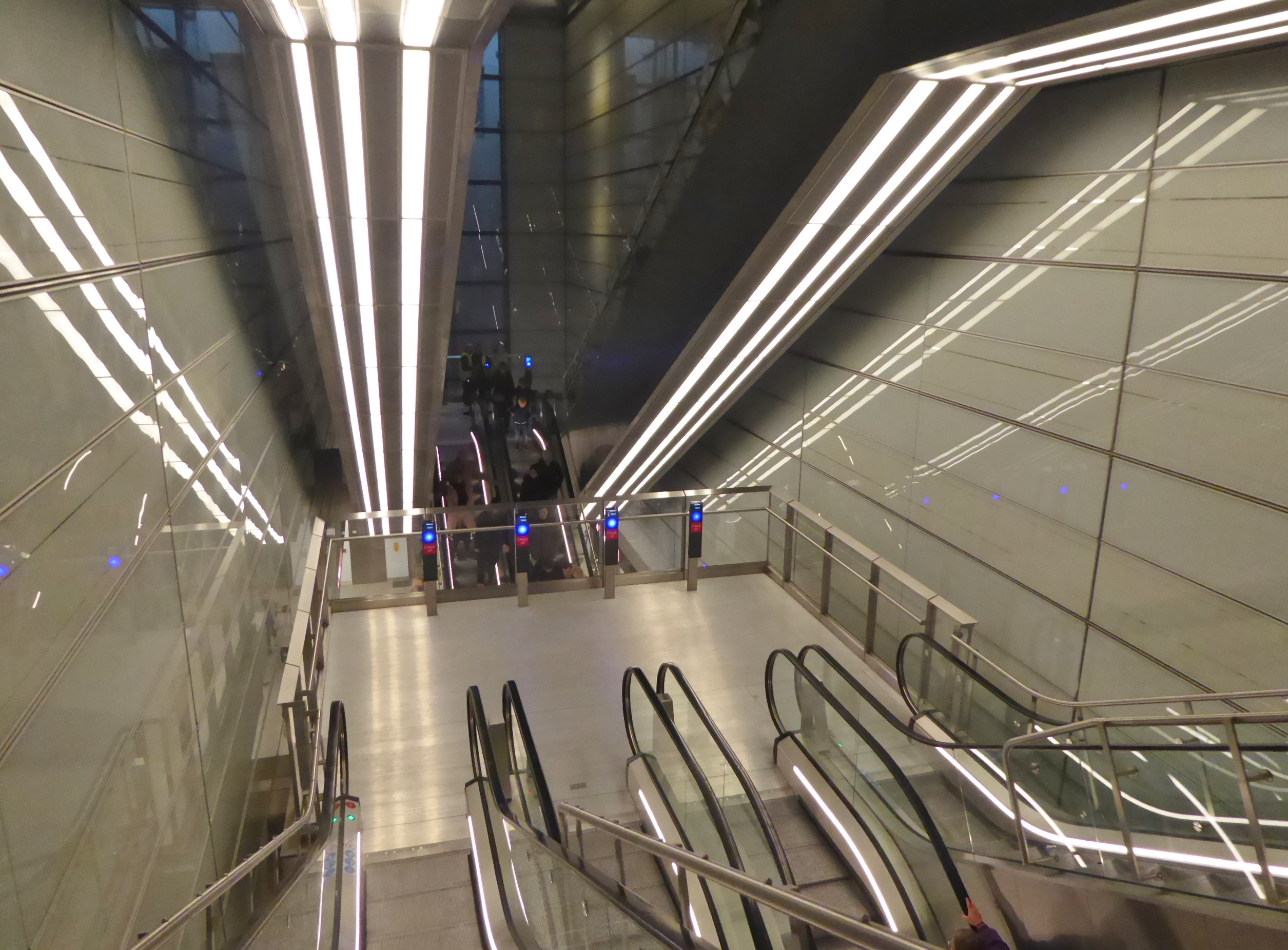
Schody ruchome prowadzące na stację Trianglen